# Komisariat Straży Granicznej „Zebrzydowice”
Komisariat Straży Granicznej „Zebrzydowice” – jednostka organizacyjna Straży Granicznej pełniąca służbę ochronną na granicy polsko-czechosłowacka w latach 1928–1939.

## Geneza
Na wniosek Ministerstwa Skarbu, uchwałą z 10 marca 1920 roku, powołano do życia Straż Celną. Proces tworzenia Straży Celnej trwał do końca 1922 roku. 
Komisariat Straży Celnej „Zebrzydowice”, wraz ze swoimi placówkami granicznymi, wszedł w podporządkowanie Inspektoratu Straży Celnej „Cieszyn”.
W drugiej połowie 1927 roku przystąpiono do gruntownej reorganizacji Straży Celnej. W praktyce skutkowało to rozwiązaniem tej formacji granicznej.
Rozkazem nr 4 z 30 kwietnia 1928 roku w sprawie organizacji Śląskiego Inspektoratu Okręgowego dowódca Straży Granicznej gen. bryg. Stefan Pasławski powołał komisariat Straży Granicznej „Zebrzydowice”, który przejął ochronę granicy od rozwiązywanego komisariatu Straży Celnej.

## Formowanie i zmiany organizacyjne
Rozporządzeniem Prezydenta Rzeczypospolitej Polskiej Ignacego Mościckiego z 22 marca 1928 roku, do ochrony północnej, zachodniej i południowej granicy państwa, a w szczególności do ich ochrony celnej, powoływano z dniem 2 kwietnia 1928 roku  Straż Graniczną.
Rozkazem nr 4 z 30 kwietnia 1928 roku w sprawie organizacji Śląskiego Inspektoratu Okręgowego dowódca Straży Granicznej gen. bryg. Stefan Pasławski przydzielił komisariat „Zebrzydowice” do Inspektoratu Granicznego nr 16 „Rybnik” i określił jego strukturę organizacyjną. 
Rozkazem nr 10 z 5 listopada 1929 roku w sprawie reorganizacji Śląskiego Inspektoratu Okręgowego komendant Straży Granicznej płk Jan Jur-Gorzechowski określił numer i nową strukturę komisariatu.
Rozkazem nr 4 z 17 grudnia 1934 roku  w sprawach [...] zarządzeń organizacyjnych i zmian budżetowych, komendant Straży Granicznej płk Jan Jur-Gorzechowski wyłączył komisariat „Zebrzydowice”  z Inspektoratu Granicznego „Rybnik” i przydzielił do Inspektoratu Granicznego „Bielsko”.
Rozkazem nr 3 z 27 lipca 1936 roku  w sprawach reorganizacji placówek i zmian przydziałów, komendant Straży Granicznej płk Jan Gorzechowski  wyłączył placówkę I linii „Pogwizdów” z komisariatu Straży Granicznej „Zebrzydowice” i przydzielił do komisariatu Straży Granicznej „Cieszyn”.
Rozkazem nr 3 z 31 grudnia 1938 roku w sprawach reorganizacji jednostek na terenach Śląskiego, Zachodniomałopolskiego i Wschodniomałopolskiego okręgów Straży Granicznej, a także utworzenia nowych komisariatów i placówek, komendant Straży Granicznej płk Jan Gorzechowski, działając na podstawie upoważnienia Ministra Skarbu z 14 października 1938 roku zarządził przeniesienie siedzib komendy obwodu „Bielsko” do  Cieszyna, a komisariatu  i placówki II linii „Zebrzydowice” do Orłowej. Ponadto komisariat „Zebrzydowice” miał zorganizować nowe placówki linii w miejscowościach: Szymbark, Gietwałd, Pietwałd-Szyb Albrechta i Podlesie.

## Służba graniczna
Sąsiednie komisariaty:

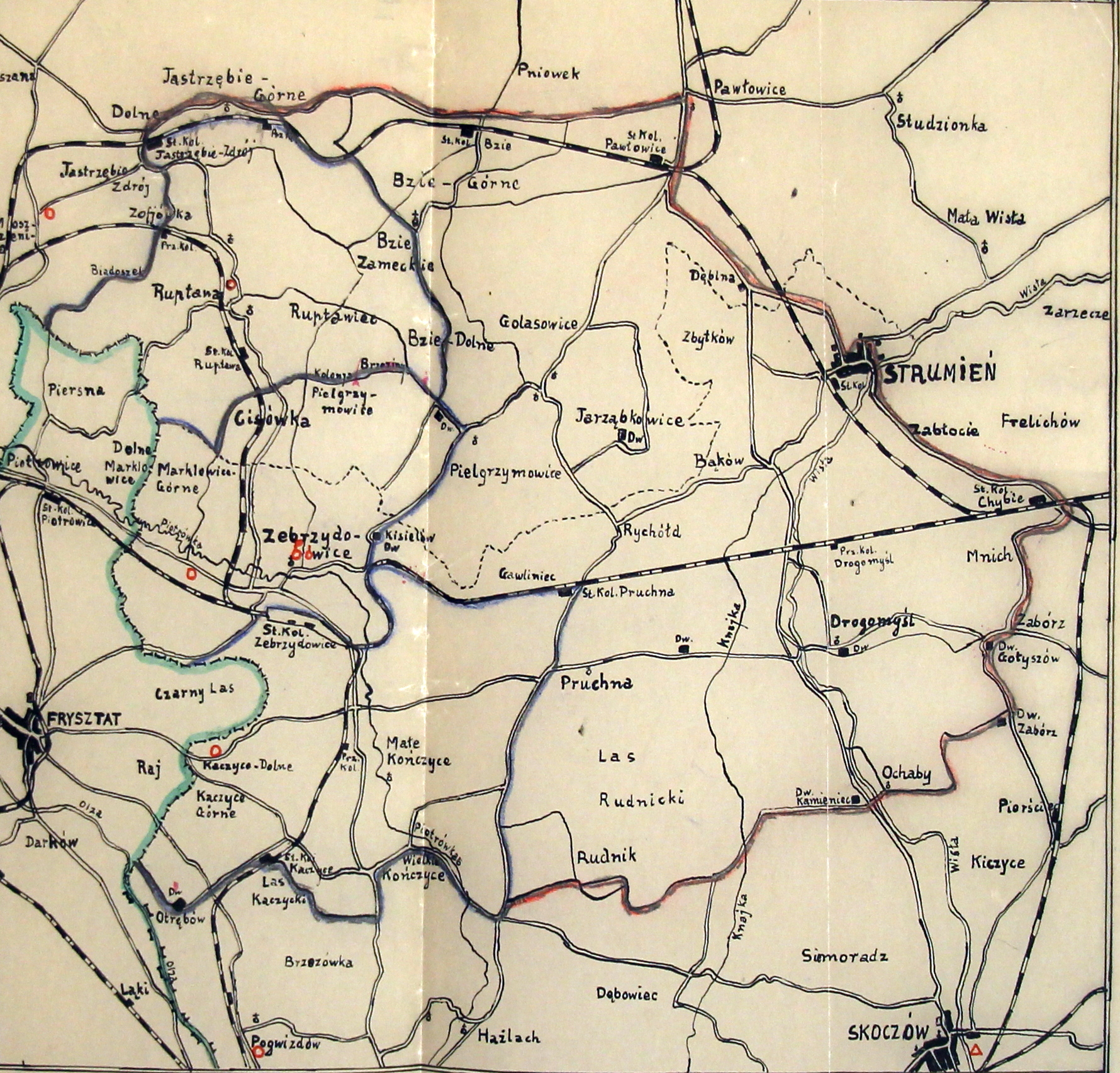
Szkic komisariatu SG „Zebrzydowice”

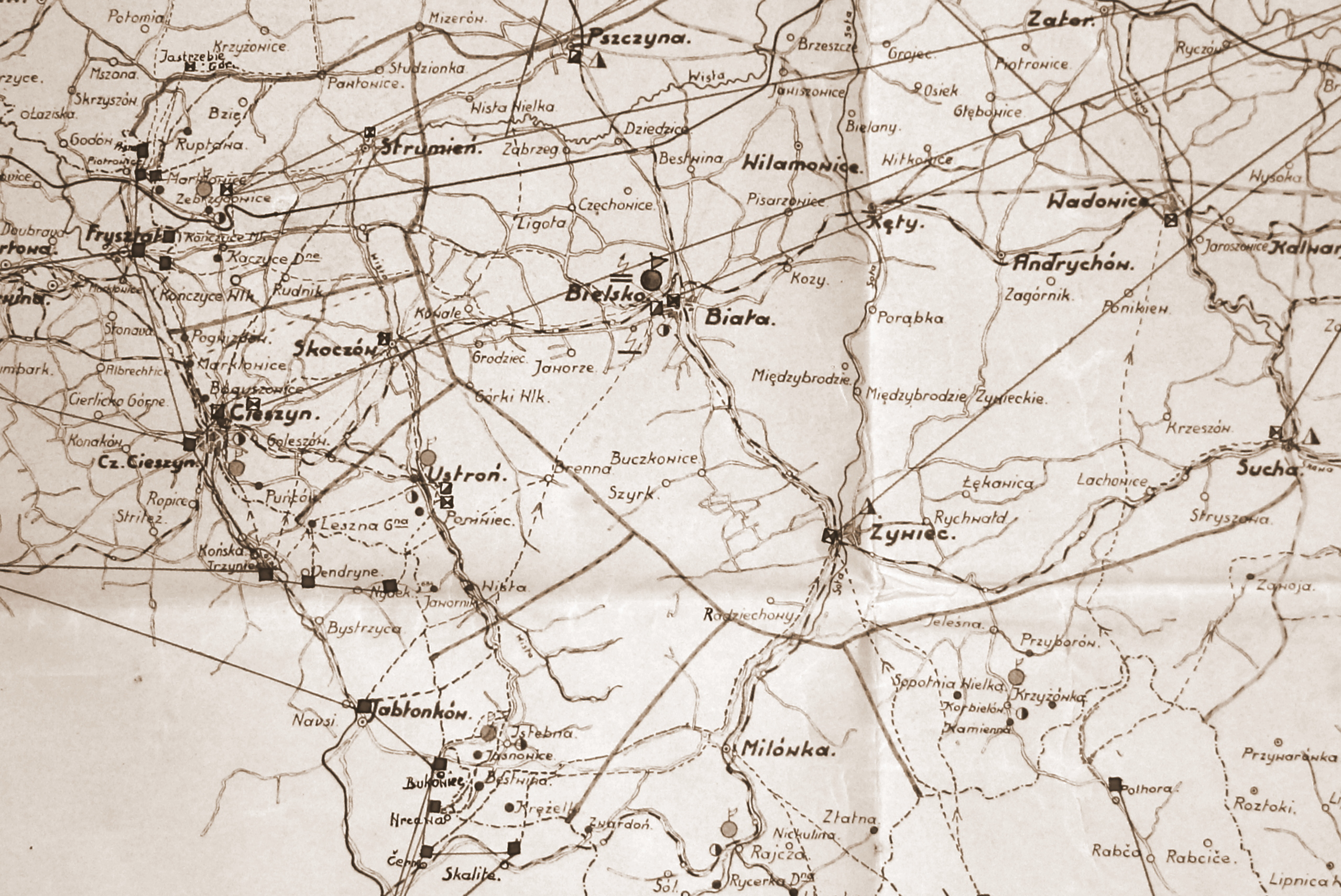
Mapa Inspektoratu „Bielsko” z naniesionymi szlakami i punktami przemytniczymi

- komisariat Straży Granicznej „Gorzyce” ⇔ komisariat Straży Granicznej „Cieszyn” − 1928

## Kierownicy komisariatu
| stopień  | imię i nazwisko    | okres pełnienia służby | kolejne stanowisko                      |
| -------- | ------------------ | ---------------------- | --------------------------------------- |
| kom.     | Wiktor Blachani    | – 30 IV 1932           | kierownik komisariatu „Tarnowskie Góry” |
| pkom.    | Józef Jakubiec     | był II i IX 1933       |                                         |
| kom.     | Wacław Zerygiewicz | był w 1934             |                                         |
| komisarz | Kazimierz Kostecki | 1936 –                 |                                         |

## Struktura organizacyjna
Organizacja komisariatu w kwietniu 1928:
- komenda − Zebrzydowice
- placówka Straży Granicznej I linii „Zebrzydowice” Górne
- placówka Straży Granicznej I linii „Kaczyce” Dolne
- placówka Straży Granicznej I linii „Pogwizdów”
- placówka Straży Granicznej II linii „Zebrzydowice”

Organizacja komisariatu w listopadzie 1929:
- 4/16 komenda − Zebrzydowice
- placówka Straży Granicznej I linii „Ruptawa”
- placówka Straży Granicznej I linii „Marklowice”
- placówka Straży Granicznej I linii „Kaczyce” Dolne
- placówka Straży Granicznej I linii „Pogwizdów”
- placówka Straży Granicznej II linii „Zebrzydowice”

Organizacja komisariatu w 1935:
- komenda − Zebrzydowice
- placówka Straży Granicznej I linii „Ruptawa”
- placówka Straży Granicznej I linii „Marklowice”
- placówka Straży Granicznej I linii „Kaczyce” Dolne
- placówka Straży Granicznej I linii „Pogwizdów” → w 1936 przeszła do komisariatu „Cieszyn”
- placówka Straży Granicznej II linii „Zebrzydowice”